# Романнобрідж
Романнобрідж (англ. Romannobridge) — село у Шотландії. Розташоване в області Шотландські кордони.
Населення Романнобрідж у 1961 році становило 51 особу.

## Світлини

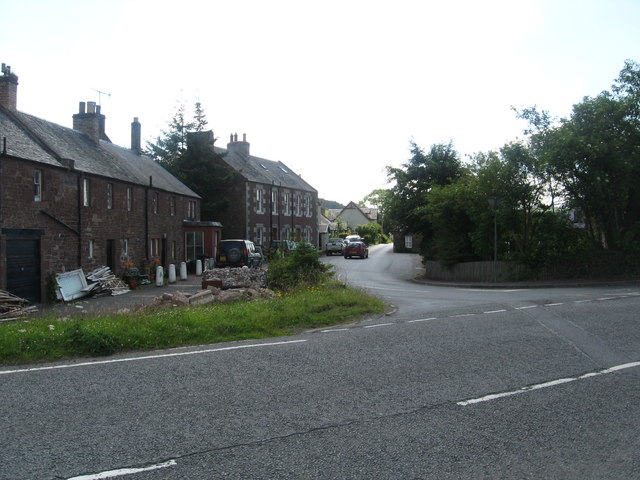
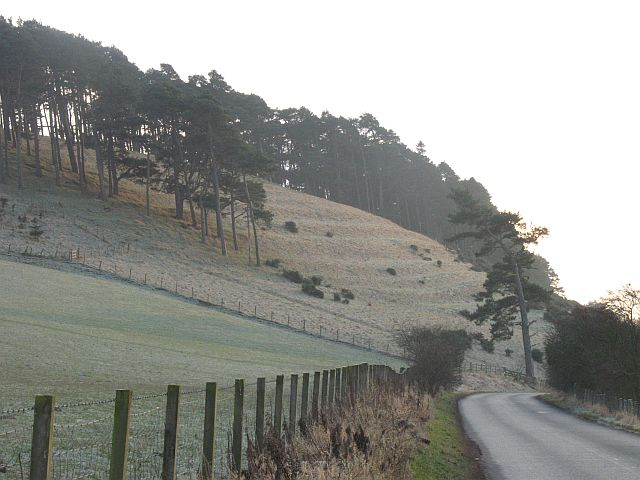
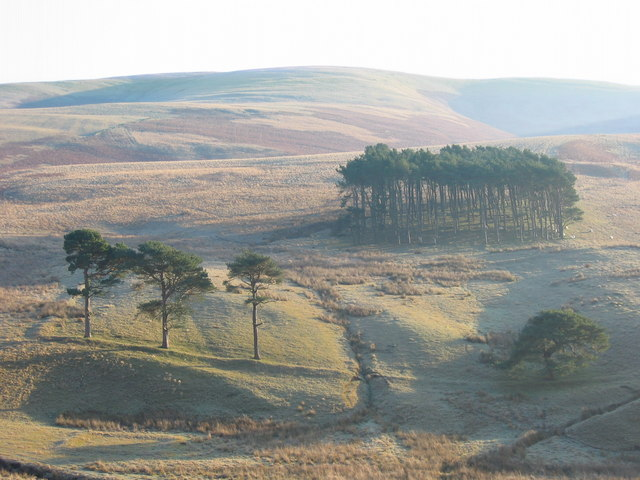
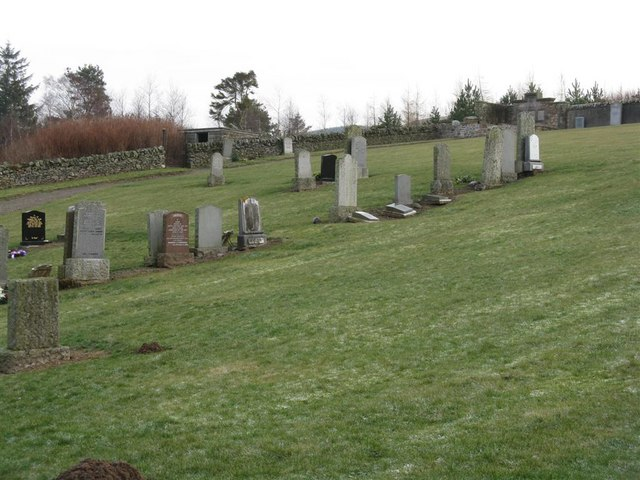
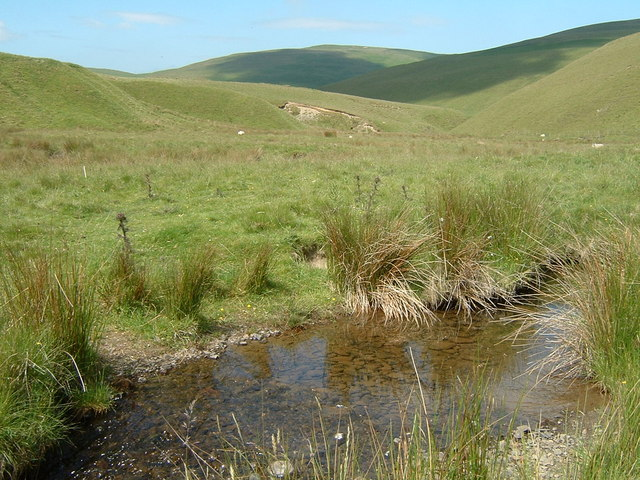
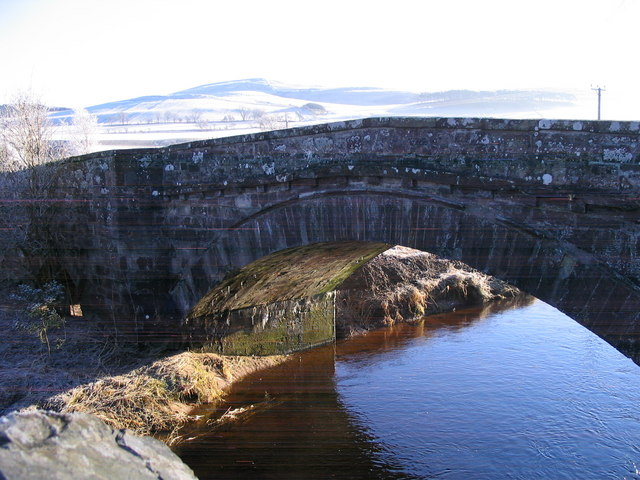